# Августо Барсія
Августо Барсія Трельєс (ісп. Augusto Barcia Trelles; 5 березня 1881 — 19 червня 1961) — іспанський правник і політик, міністр закордонних справ, виконував обов'язки голови уряду Другої республіки в травні 1936 року.